# Abdullah Omar
Abdullah Omar Ismail (ur. 1 stycznia 1987) – piłkarz bahrajński pochodzenia czadyjskiego grający na pozycji pomocnika.

## Kariera klubowa
Karierę piłkarską Omar rozpoczął w klubie Al-Muharraq. W 2006 roku zadebiutował w jego barwach w bahrajńskiej Premier League. W latach 2007–2009 trzykrotnie z rzędu wywalczył z Al-Muharraq mistrzostwo Bahrajnu. Z klubem tym dwukrotnie zdobył Puchar Króla Bahrajnu w latach 2008 i 2009, trzykrotnie Puchar Korony Księcia Bahrajnu w latach 2007–2009, jeden raz AFC Cup w 2008 roku i jeden raz Puchar Bahrajnu w 2009.
Latem 2009 roku Omar przeszedł do szwajcarskiego Neuchâtel Xamax. W lidze szwajcarskiej zadebiutował 12 lipca 2009 w spotkaniu z AC Bellinzona (1:1).

## Kariera reprezentacyjna
W reprezentacji Bahrajnu Omar zadebiutował w 2007 roku. W tym samym roku został powołany przez selekcjonera Milana Máčalę do kadry na Puchar Azji 2007. Tam rozegrał jedno spotkanie, z Indonezją (1:2).